# Rhytidodera siamica
Rhytidodera siamica är en skalbaggsart som beskrevs av Nonfried 1892. Rhytidodera siamica ingår i släktet Rhytidodera och familjen långhorningar. Inga underarter finns listade i Catalogue of Life.